# Domenico Rivalta
Domenico Rivalta, noto anche con lo pseudonimo di Minghinè (Imola, 11 maggio 1910 – Imola, 12 aprile 1945), è stato un partigiano italiano, medaglia d'oro al valor militare alla memoria.

## Biografia
Giovanissimo, Rivalta aveva aderito al movimento antifascista imolese e già nel 1928 era finito in carcere. Fu rilasciato per la sua giovane età, ma sottoposto per due anni a vigilanza speciale. Nonostante i controlli, il ragazzo non interruppe mai l'attività clandestina e dopo l'8 settembre 1943, tra gli organizzatori della Resistenza imolese, divenne membro del Comitato di zona del Partito comunista. Agli inizi dell'aprile 1945, il muratore comunista cadde nelle mani della Brigata nera.
Sottoposto ad ogni sorta di tortura dai fascisti, questi non ne ottennero alcuna informazione. Il corpo orrendamente straziato di Domenico Rivalta fu scoperto, il 15 aprile del 1945, in un pozzo di uno stabilimento ortofrutticolo di Imola; i fascisti ve lo avevano gettato con quelli di altri quindici giovani antifascisti trucidati in quello che è passato alla storia come l'Eccidio del pozzo Becca.
La città di Imola gli ha dedicato una via.